# Phalops pyroides
Phalops pyroides là một loài bọ cánh cứng trong họ Bọ hung (Scarabaeidae).